# 古惑狼 (角色)
古惑狼是《古惑狼系列》中的主角。他的最初登场是在1996年的游戏《古惑狼》。
古惑狼的原型其實不是袋狼，而是一只加氏袋狸。他被博士科尔特斯进行基因改变而得到增强。不久他逃离了科尔特斯的城堡。
古惑狼是由Andy Gavin和Jason Rubin创造。
作为一个吉祥物，古惑狼通常被与其他诸如马里奥和索尼克等吉祥物进行比较。GameFan的Dave Halverson赞扬了古惑狼这个角色，称其100%完美。